# Youen Cadiou
Youen Cadiou (* 1975) ist ein französischer Jazz- und klassischer Musiker (Kontrabass, Komposition).

## Wirken
Cadiou studierte Kontrabass in Saint-Malo bei Elizabeth Allain und Gilles Rivière, dann am Conservatoire à Rayonnement Régional in Paris (Alte Musik) unter Richard Myron und am Königlichen Konservatorium in Den Haag. Des Weiteren besuchte er Meisterkurse bei François Rabbath und Barre Phillips.
Cadiou interpretiert hauptsächlich Barock- und klassische Musik auf historischen Instrumenten, etwa im Ensemble Diderot, Opera Fuoco, La Tempête, mit Hilary Metzger, Il Concerto Barocco, Benjamin Allard, Les Cris de Paris, Ma Non Troppo, Bart Naessens, Claroscuro, Les Surprises, Le Temps Suspendu, Orchestre du capitole de Toulouse, Chartres Cembali, Temperamente, Le Festin d'Alexandre, Sonia Wieder-Atherton oder Jean Rondeau. Daneben spielt er aber auch Jazz, etwa mit Voice Messengers, Antoine Berjeaut, Benjamin Moussay, Quentin Sirjacq, David S. Ware und der Ping Machine von Frédéric Maurin. Seit 2004 ist er regelmäßig in New York City, wo er sich mit Jazz und zeitgenössischer kreativer Musik beschäftigt (Kris Davis, Walter Thompson, Christian Pincock, Sam Kulik, Sam Ospovat, Keith Witty, dem Brooklyn Soundpainting Ensemble und Michaël Attias). Im Bereich der zeitgenössischen improvisierten Musik ist er im Ensemble Amalgammes um Christophe Mangou engagiert, aber auch im AUM Grand Ensemble um Julien Pontvianne oder in Projekten von Frantz Loriot. Mit der Sängerin Ellen Giacone gründete er den Body & Soul Consort, mit Boris Winter und Laurent Derache das Zibrok Trio.
Gelegentlich verfasste er Theatermusiken (Les Correspondances de Groucho Marx von Patrice Leconte mit Jean-Pierre Marielle) und Musik für den Tanz (Karine Pontiès, David Monceau, Henry Mezey, Nathalie Borger), begleitet Lesungen (La Marche mit Romane Bohringer, Charles Berling, Michael Lonsdale, Judith Magre, Chant d’Est mit Fanny Ardant) und komponierte für Video-/Performanceinstallationen (Claire M., Lorena Zillero, Eric Burtschy).
Als Studiomusiker war er weiterhin für Serge Lama, Le Cirque des Mirages, Stéphane Cadé, Pierre Barouh oder bei der Interpretation der Soundtracks der Filme von Alix de Maistre, Emma Luchini und Emmanuel Mouret tätig.